# ویلیام آرچیبالد کنت فریزر
ویلیام آرچیبالد کنت فریزر (انگلیسی: William Archibald Kenneth Fraser; ۱۹ دسامبر ۱۸۸۶ – ۹ فوریهٔ ۱۹۶۹) فرد نظامی اهل بریتانیا بود. وی همچنین برندهٔ جوایزی همچون صلیب نظامی شده‌است.